# Međunarodna zračna luka Bălți
Međunarodna zračna luka Bălți (IATA: BZY, ICAO: LUBL) (rumunjski: Aeroportul Internaţional Bălți) je zračna luka, koja se nalazi kod grada Bălți u Moldaviji. Terminal je sagrađen tijekom 1980-ih.
Na zračnoj luci smještena je baza nacionalne zrakoplovne kompanije Moldaeroservice, Air Moldova.